# Charles van den Eycken (1809-1891)
Ne doit pas être confondu avec Charles van den Eycken (1859-1923), son fils
Charles van den Eycken est un peintre de paysages né à Aarschot en 1809. Son père, Frans, et son fils, Charles, sont également peintres.